# Дитяча бібліотека №5 м. Тернопіль
Бібліотека № 5 для дітей — структурний підрозділ Тернопільської міської централізованої бібліотечної системи.
Бібліотека заснована в 1988 році на базі бібліотеки № 6 для дорослих. Зміна статуту відбулася через те, що бібліотека переїхала з одного мікрорайону міста в інший, де велика кількість шкіл. Бібліотеку до 1994 року очолювала Скрипець Г. Я. У 1994 році зав. бібліотекою стала Водарська Л. М.

### Структурні підрозділи
- Відділ обслуговування дошкільників та учнів 1-4 класів.
- Відділ обслуговування учнів 5-9кл та керівників дитячого читання.
- Читальний зал.

### Музей національної іграшки
У 2013 році в бібліотеці відкрито музей національної іграшки. Автор ідеї — Смик О. І. 
Бібліотека–музей національної іграшки — це інтерактивний дитячий центр, в якому присутні нові форми і види роботи з читачами із застосуванням ігрових, театралізованих заходів для популяризації книги та читання. Відвідавши бібліотеку, користувачі можуть оглянути експозиції, відвідати екскурсії, дізнатися про історію іграшки в світі, історію української національної іграшки, її різнобарв'я, види та техніки виготовлення, отримати цікаву інформацію про супер-іграшку українського народу — ляльку-мотанку, її історію та призначення, види, напрямки та тенденції авторських іграшок сучасних майстрів, зокрема майстрів міста Тернополя. Крім цього, почути цікавинки іграшкового світу, таємничі історії, кумедні факти про такі близькі нам з дитинства іграшки. В бібліотеці проходять різноманітні майстер-класи, персональні виставки як визначних майстрів, так і початківців, тематичні виставки до свят, зустрічі з народними умільцями, фестивалі, конкурси, карнавали, містичні вечірки, зустрічі з акторами театру ляльок та багато інших заходів.